# Oldersum (Moormerland)

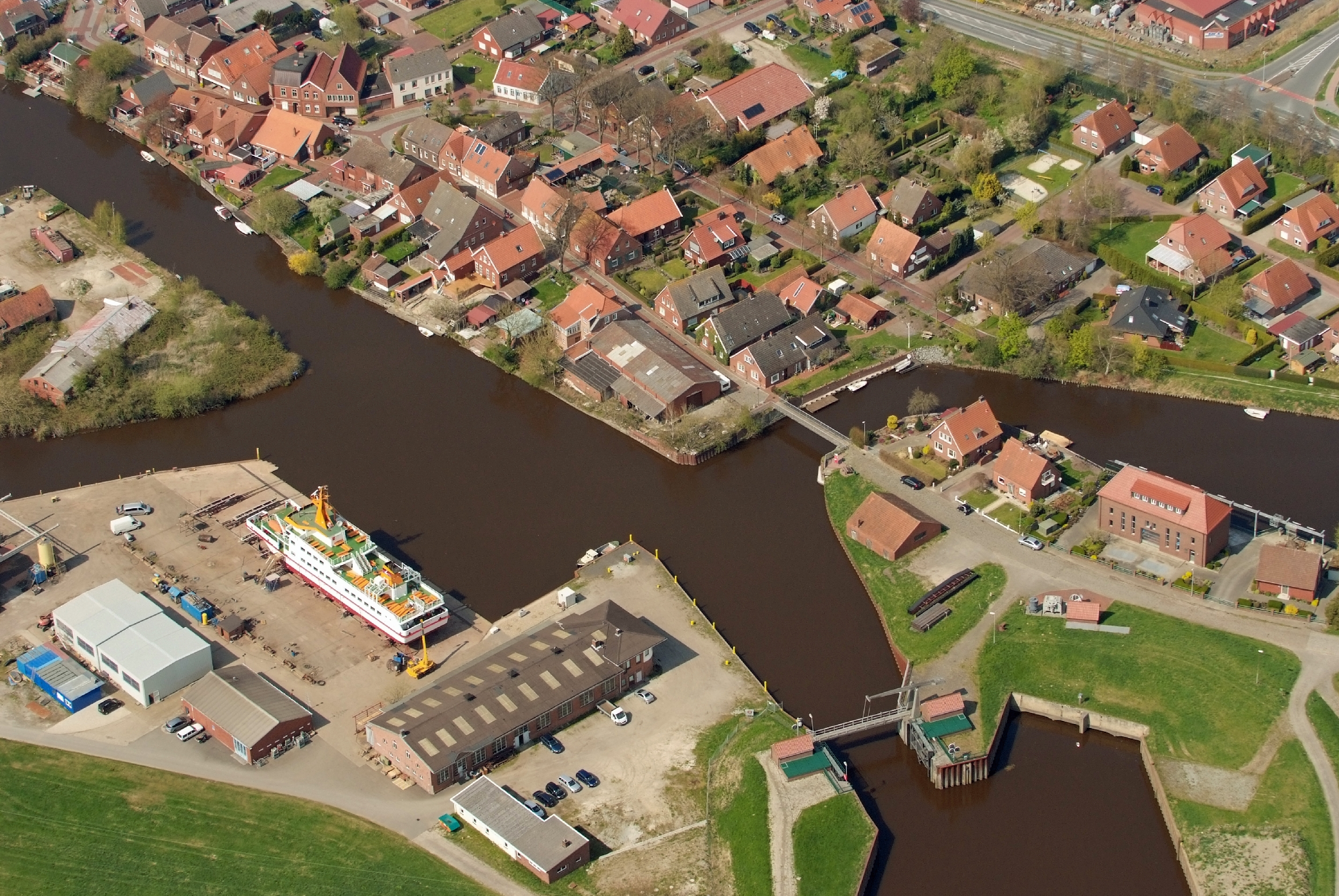
Luchtfoto van (een deel van) Oldersum, met de scheepswerf

Oldersum (vroeger ook wel Olderzumergast) is een dorp in de Duitse gemeente Moormerland in Oost-Friesland. Het dorp ligt aan de noordoever van de Eems, tussen Leer en Emden. Het dorp is ontstaan op een wierde, in Duitsland Warft genoemd. Historisch lag Oldersum aan de grens van de landstreek Krummhörn.

## Economie, infrastructuur
Oldersum beschikt over een kleine haven aan de Eems, die zowel dient voor de pleziervaart als de vrachtscheepvaart. Er is ook een kleine scheepswerf gevestigd.
Door Oldersum loopt een spoorlijn, de in 1854 geopende spoorlijn Hamm - Emden, maar daar stoppen geen passagierstreinen meer. Oldersum heeft wel een station, maar dit is een zgn. Betriebsbahnhof.

## Geschiedenis
Oldersum en omgeving vormde een eigen heerlijkheid die beheerst werd door de hoofdelingenfamilie die zich naar het dorp van Oldersum noemde. Binnen de heerlijkheid had het dorp de status van vlek. De heerlijkheid werd in 1631 verkocht aan de stad Emden, die het daarmee voor het zeggen kreeg.
In juni 1526 vond in de kerk van Oldersum het zogenaamde Oldersumer Dispuut ( Duits: Religionsgespräch) plaats, tussen een rooms-katholieke en een lutherse theoloog. Het hiervan opgestelde verslag werd in grote oplage gedrukt en verspreid, en droeg in belangrijke mate bij aan de Reformatie in Noord-Duitsland en de Nederlandse provincie Groningen.
De oude kerk van Oldersum werd in 1916 door brand verwoest, en later door een nieuw gebouw vervangen.

## Bezienswaardigheden

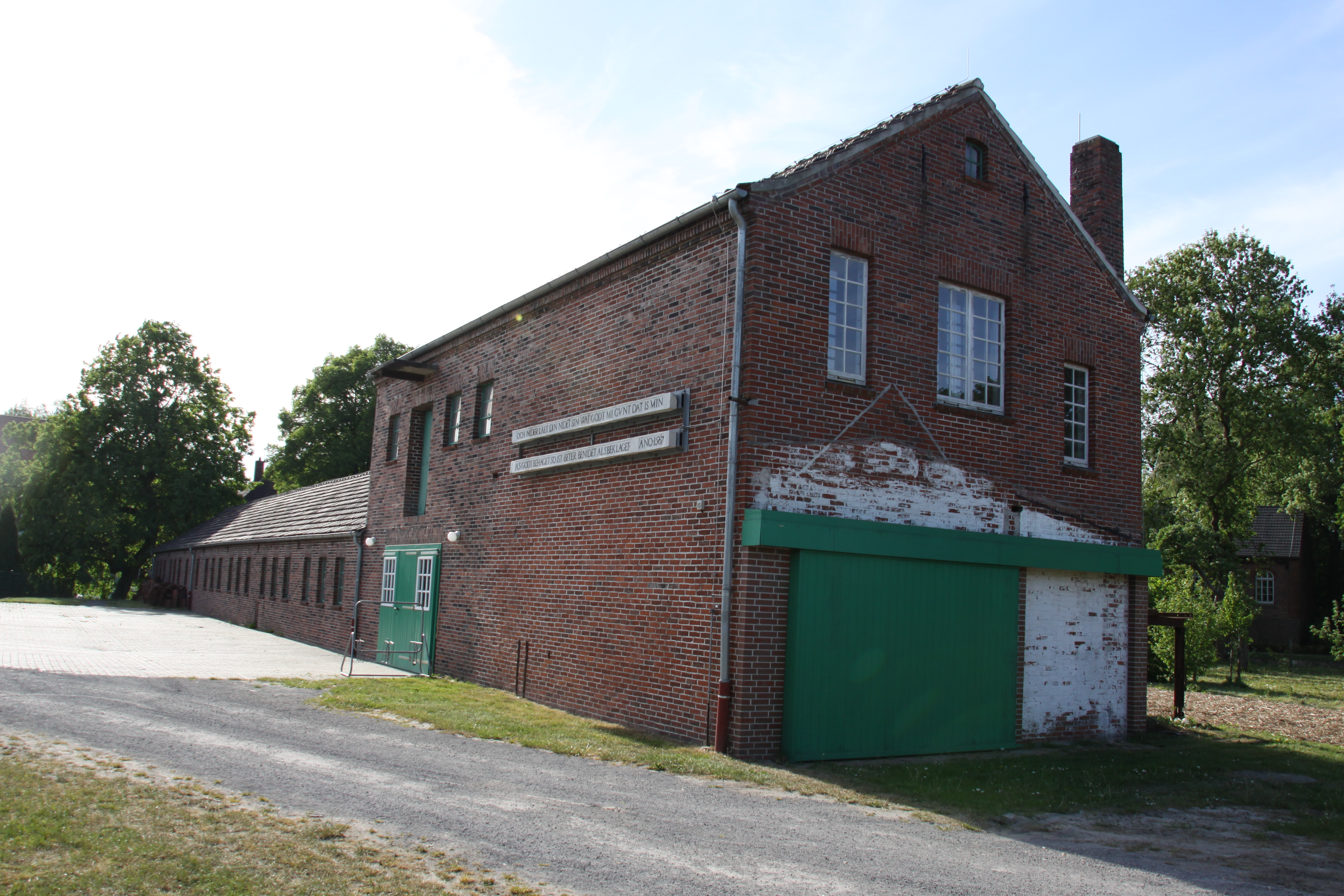
Touwslagerij-museum

Oldersum bezit sedert 2011 een touwslagerij-museum (Alte Seilerei).
Oldersum bezat in de 16e en 17e eeuw het waagrecht. Het fraaie, laat-16e-eeuwse waaggebouwtje staat nog in het dorp; het is als particulier woonhuis in gebruik.

## Weblink
- www.moormerland-tourismus.de/aktivitaeten/moormerland-umgebung/sehenswuerdigkeiten/museum-alte-seilerei Toeristische website Gemeente Moormerland Alte Seilerei